# Blue Box (манґа)
Blue Box (яп. アオのハコ, Ao no Hako, досл. укр. Блакитна скринька) — японська романтична комедійна та спортивна серія манґи, написана та проілюстрована Коджі Міурою. Серія виходить у журналі Weekly Shonen Jump видавництва Shueisha з квітня 2021 року, а станом на жовтень 2024 року її розділи були зібрані у 17 томів. Прем'єра телевізійної аніме-адаптації виробництва студій Telecom Animation Film та TMS Entertainment відбулася у жовтні 2024 року.

## Сюжет
Серіал розповідає про учня старшої школи «Еймей» Тайкі Іномату, який є членом чоловічої команди з бадмінтону. Щоранку він тренується разом зі своєю старшокласницею та подругою Чінацу Кано, яка грає в дівочій баскетбольній команді. Однак Чінацу переїжджає до сім'ї Тайкі, коли її батьки виїжджають з Японії на заробітки за кордон. Оскільки Чінацу тепер живе з ним, Тайкі прагне поступово розвивати свої стосунки з нею, оскільки вони обидва прагнуть потрапити на національний чемпіонат зі своїми командами.

## Персонажі
Іномата Тайкі (яп. 猪股 大喜, Inomata Taiki)
Головний герой. Завзятий гравець у бадмінтон, який прагне досягти успіху, незважаючи на невдачі. Він захоплюється Чінацу Кано за її відданість баскетболу і дуже закоханий у неї. Незважаючи на те, що він часто буває незграбним та емоційним, його непохитна рішучість та щирість поступово завойовує повагу оточуючих. Його мета — потрапити на національний чемпіонат, є мрією, яку він поділяє з Чінацу у своїх видах спорту.
Кано Чінацу (яп. 鹿野 千夏, Kano Chinatsu)
Головна героїня. Зірковий гравець дівочої баскетбольної команди. Вона на один клас старша за Тайкі і часто приходить першою на тренуваннях. Колись вона була жахливою баскетболісткою, але її самовідданість допомогла їй стати сильною гравчинею, яка сподівається потрапити на національні змагання. Вона переїжджає до сім'ї Тайкі, коли її батьки їдуть працювати за кордон, і вони з Тайкі поступово стають друзями, підтримуючи одне одного.
Чоно Хіна (яп. 蝶野 雛, Chōno Hina)
Подруга Тайкі, яка грає в команді з художньої гімнастики. Вона досить театральна і любить дражнити Таікі.Вона повільно починає відчувати почуття до Тайкі, незважаючи на те, що заохочує його бути разом з Чінацу.
Касахара Кьо (яп. 笠原匡, Kasahara Kyō)
Найкращий друг Тайкі і товариш по бадмінтону. Тихий і спостережливий, він часто розуміє більше, ніж будь-хто інший. Хоч і саркастичний (особливо щодо Тайкі), він справді турботлива і мудра людина.
Кенґо Харю (яп. 針生健吾, Haryū Kengo)
Досвідчений гравець у бадмінтон класу Чінацу, який зрештою стає наставником і суперником Тайкі. Хоча він часто буває суворим до Тайкі, він поступово починає захоплюватися його завзятістю та зростаючою майстерністю.

## Медіа

### Манґа
Blue Box, написана та проілюстрована Коджі Міурою, розпочала серіалізацію 12 квітня 2021 року в журналі Weekly Shōnen Jump видавництва Shueisha. Перший том вийшов 4 серпня 2021 року. Станом на жовтень 2024 року вийшло 17 томів.

#### Список томів
| №  | Дата виходу    | ISBN                   |
| -- | -------------- | ---------------------- |
| 1  | 4 серпня 2021  | ISBN 978-4-08-882731-5 |
| 2  | 4 жовтня 2021  | ISBN 978-4-08-882794-0 |
| 3  | 4 січня 2022   | ISBN 978-4-08-883007-0 |
| 4  | 4 березня 2022 | ISBN 978-4-08-883063-6 |
| 5  | 3 червня 2022  | ISBN 978-4-08-883149-7 |
| 6  | 4 серпня 2022  | ISBN 978-4-08-883192-3 |
| 7  | 4 жовтня 2022  | ISBN 978-4-08-883259-3 |
| 8  | 2 грудня 2022  | ISBN 978-4-08-883389-7 |
| 9  | 3 лютого 2023  | ISBN 978-4-08-883433-7 |
| 10 | 2 травня 2023  | ISBN 978-4-08-883539-6 |
| 11 | 4 серпня 2023  | ISBN 978-4-08-883591-4 |
| 12 | 4 жовтня 2023  | ISBN 978-4-08-883690-4 |
| 13 | 4 грудня 2023  | ISBN 978-4-08-883790-1 |
| 14 | 4 березня 2024 | ISBN 978-4-08-883848-9 |
| 15 | 4 червня 2024  | ISBN 978-4-08-884041-3 |
| 16 | 2 серпня 2024  | ISBN 978-4-08-884133-5 |
| 17 | 4 жовтня 2024  | ISBN 978-4-08-884207-3 |

### Аніме
20 листопада 2023 року в 51-му випуску Weekly Shonen Jump за 2023 рік було оголошено про аніме-адаптацію. Вона буде створена компанією TMS Entertainment і Telecom Animation Film. Прем'єра відбулася 3 жовтня 2024 року на телеканалі TBS та його філіях. Початкова тема – пісня «Same Blue» від гурту Official Hige Dandism, а завершальна – «Teenage Blue» від Eve. На початку липня 2024 року аніме-серіал було ліцензовано стримінговим сервісом Netflix.

## Сприйняття

### Популярність
У серпні 2021 року перший том манґи мав тираж понад 170 000 копій менш ніж за тиждень після виходу.
У червні 2021 року Blue Box був номінований на сьому премію Next Manga Award у категорії «Найкраща друкована манґа»; серіал посів восьме місце з 50 номінантів, але отримав Global Prize. Серія посіла четверте місце в коміксах, рекомендованих працівниками Nationwide Bookstore Employees 2022 року.

### Критика
Ентоні Ґрамуглія з Comic Book Resources (CBR) заявив: «Blue Box — це сентиментальна історія про людські зв'язки. Вона чудово намальована, іноді більше нагадує манґу сьодзьо, ніж звичайний сьонен. Якщо Blue Box продовжить серіалізацію, вона, цілком імовірно, стане щирим, по-справжньому чесним включенням до романтичного каталогу Shonen Jump». Тімоті Доноху з CBR порівняв Blue Box із Witch Watch Кенти Шінохари та Don't Blush, Sekime-san! Шігуре Токіти через те, що обидві серії мають концепції та романтичні аспекти, подібні до Blue Box.
У путівнику по манзі осені 2022 року сайту Anime News Network Ребекка Сільверман, Жан-Карло Лемус і MrAJCosplay провели огляд першого тому манґи.Сільверман охарактеризувала манґу як «ніжна романтика» і похвалила персонажів, ілюстрації, поєднання романтики і спорту. Лемус також похвалив ілюстрації, однак зарахував до недоліків нерозкриту головну героїню і назвав манґу «трохи незбалансованою». Як і Сільверман, MrAJCosplay також позитивно висловилася про ілюстрації та поєднання романтики і спорту.